# Vaitupu
Vaitupu este un atol al Tuvalului situat în Oceanul Pacific la 110 km nord-est de Funafuti. Atolul avea, conform recensământului din 2002, o populație de 1.591 de locuitori. Cei mai mulți dintre locuitori trăiesc într-un sat din sud-vestul atolului.
Vaitupu este de asemenea unul din consiliile insulare ale Tuvalului.

## Geografie
Atolul are o lungime de 5 km și o lățime de 4 km. Laguna are o suprafață de 10 km². Vaitupu este compus din 9 insule și insulițe:
| - Luasamotu (2 insule) - Mosana (2 insule) - Motutanifa - Temotu | - Te Motu Olepa - Tofia - Vaitupu |  |